# ایستگاه اوراگا
ایستگاه اوراگا (انگلیسی: Uraga Station) یک ایستگاه راه‌آهن وابسته به خط اصلی کیکیو در یوکوسوکا، کاناگاوا در ژاپن است.